# Osmundastrum
Osmundastrum je monotipski rod pravih paprati iz porodice Osmundaceae. 
Jedina vrsta je O. cinnamomeum sa dvije podvrste iz istočne Azije i Sjeverne i Srednje Amerike

## Podvrste
1. Osmundastrum cinnamomeum subsp. asiaticum (Fernald) Fraser-Jenk.
2. Osmundastrum cinnamomeum subsp. cinnamomeum
  1. Osmundastrum cinnamomeum var. glandulosum (Waters) Mc Avoy
  2. Osmundastrum cinnamomeum var. imbricatum (Kunze) Milde